# 本多敏行
本多 敏行（ほんだ としゆき、1950年9月22日 - ）は日本の男性アニメーターである。群馬県出身。

## 来歴
1969年にAプロダクション（現：シンエイ動画）に入社。先輩に宮崎駿・芝山努・大塚康生・近藤喜文等が、1年後輩には青木悠三などがいた。『巨人の星』の作画では大塚から「実際に紙を燃やして、火の燃え方を観察する」、『パンダコパンダ』の作画では宮崎から「玉子焼きを実際に作り、油の跳ね方を観察する」など、頭の中で理屈で考えるのではなく実体験に即した作画指導を受ける。
20歳の頃、映産労（映像文化関連産業労働組合・代表/島田耕）の活動を始める。当時の映産労は非公然の労組だったが、本多はAプロ分会長に就任と同時に未組織労働者の組織化を担当した。この活動の中で（実際には酒を酌み交わす時間の方が長かったが） 金田伊功・貞光紳也・百瀬義行・内山正幸・友永和秀・長崎重信らと親交を結ぶ。
1971年、映産労は『つるのすごもり』（原作/高倉輝、演出・作画監督/芝山努）を自主制作し、本多は作画を担当した。これは労働運動だけではなく、良質な作品を発表することで映産労の理念を広く知らしめるために制作された。
Aプロダクションでは宮崎など他者からの要望により『未来少年コナン』のコナン、『巨人の星』ではユニフォーム着用時の星飛雄馬、『ルパン三世』では大塚のモデルガンを用いたルパン三世などのポーズモデルを務めた。また、『天才バカボン』では、本多の似顔絵が作監の芝山の手によって土木作業員など主要キャラ以外のキャラとして多数の話で描かれている。
1979年、映画『影武者』（監督・黒澤明）のオーディションを受ける。書類選考及び面接を経て「黒沢・本多猪四郎・野上照代」の3名による面接を受けた。面接後、本多猪四郎から「2年間、撮影のために時間を空けられるか?」と訊かれ、本多は「会社に訊いてみます」と答えたが、当時は映画『ドラえもん のび太の恐竜』の作画監督を務めることになっており、断念した。
数々の作品で動画・原画・作画監督を務めた後、1982年12月に真田芳房、福冨博、木上益治、奈須川充、鈴木信一、徳田悦郎ら7人であにまる屋（現：エクラアニマル）を設立。
1982年から数年間台湾へ赴き、『山T老夫子』、『チャレンジ・オブ・ザ・ゴーボッツ』、ディズニー作品などの制作協力を行った。　
1984年、沖縄が台湾に近いことから台湾への制作協力を目的とする下請け会社として沖縄動画 (代表：福原兼節)を設立。
真田芳房が亡くなる前後の時期は具体的な作品名が伏せられているが、アメリカのテレビアニメ作品を中国・台湾のアニメ会社を通じて制作協力を行った。
1987年、あにまる屋代表だった真田芳房が亡くなったため、2代目代表取締役に就任する。就任後はウォルト・ディズニー・テレビジョン・アニメーションやワーナー・ブラザース・アニメーションの作品を直接手掛けるようになり、顧客先を中国・台湾・香港・韓国にも広げ、その人脈を使いハンナ・バーベラ・プロダクション作品である『パワーパフガールズ』のパイロット版やワーナーのテレビアニメ『Freakazoid!』のOPなどの制作にも参加するなど、海外からの受注を増やした。
就任直後の1988年から1989年にかけて発生した東京・埼玉連続幼女誘拐殺人事件をきっかけに、「自分が作っているアニメは社会に役立っているのか?」と疑問になり、90年代より子供を対象とするアニメの自主制作、及び無料上映会を始める。無料上映会は一都六県をはじめ、福島県・五島列島（長崎県）・福井県・鳥取県・岡山県・兵庫県・愛知県など全国各地の保育園・幼稚園・小学校で上映した。更にはエクラアニマルの理念である「アートの共有」を実現させるため、近隣の小学校にてパラパラアニメの制作指導、中学生・高校生を対象にしたアニメ制作授業を行った。また、同時に子供たちの母親を集め、ママさん自身によるストーリー作成・作画から撮影に至る「ママさんアニメ制作講座」も行った。
1995年、『Freakazoid!』のOP映像制作代表としてワーナーがロサンゼルスで毎年開催するパーティーに招待され、そこてワーナーの役員から原作者のスティーヴン・スピルバーグを紹介される。
2004年、自社で自由に使えるキャラクターを要望されたことから、エクラアニマルのオリジナルキャラクター「キャラ丸」のデザインを担当（着ぐるみ造形 - 品田冬樹）。同年、西武沿線祭り（アニメーション事業者協会と西武鉄道の共催）が開催された。
2007年、同社の代表取締役を退任。同社に所属する制作プロデューサーだった豊永ひとみが3代目代表取締役に就任したが、本多自身は退任後も現在に至るまで同社に所属している。
2018年10月、「芝山努画稿巡回展」の芝山努監督の名代として、天津大学で講演した。また、同年11月にも同展で天津大学、および天津工芸芸術学院で講演した。
2011年、石巻市・登米市にキャラ丸・ドク丸一行で『フイチンさん』の上映会を開催。

## 参加作品

### テレビアニメ
- 巨人の星（1969年） - 動画、原画
- ルパン三世　(TV第1シリーズ)（1971年） - 原画
- 天才バカボン（1972年） - 動画
- 赤胴鈴之助（1972年） - 原画
- ど根性ガエル（1973年） - 原画
- はじめ人間ギャートルズ（1974年） - 原画
- 元祖天才バカボン（1975年） - 原画
- ガンバの冒険（1975年） - 原画
- まんが世界昔ばなし（1977年） - 原画
- おれは鉄兵（1977年） - 作画監督
- 野球狂の詩（1977年） - 作画監督
- 一球さん（1978年） - キャラクターデザイン、作画監督
- ドラえもん（1979年） - 作画監督、絵コンテ
- 怪物くん（1980年） - 作画監督
- プロゴルファー猿（1982年） - 作画監督
- らんぽう（1984年） - 作画監督
- 三国志（1985年） - 原画
- 三国志II 天翔ける英雄たち（1986年） - 原画
- Mr.ペンペン（1986年） - 原画
- それいけ!アンパンマン（1989年） - 原画
- チエちゃん奮戦記 じゃりン子チエ（1991年） - 原画
- 忍たま乱太郎（1993年） - 原画
- キョロちゃん (アニメ)（2000年） - 原画
- のらみみ（2008年） - 原画
- ふるさと再生 日本の昔ばなし（2012年） - キャラクターデザイン、絵コンテ、演出、作画
- 遊☆戯☆王ARC-V（2014年） - 原画
- それいけ!アンパンマン（2019年） - 原画
- 終末トレインどこへいく?（2024年） - 原画

### OVA
- 教科書にないッ!（1998年） - レイアウト

### 劇場アニメ
- 巨人の星 行け行け飛雄馬（1969年） - 動画
- 巨人の星 大リーグボール（1970年） - 動画
- 巨人の星 宿命の対決（1970年） - 動画
- パンダコパンダ（1972年） - 原画
- パンダコパンダ 雨ふりサーカスの巻（1973年） - 原画
- 草原の子テングリ（1977年） - 動画
- ドラえもん のび太の恐竜（1980年） - キャラクターデザイン・作画監督
- 怪物くん 怪物ランドへの招待（1981年） - キャラクターデザイン・作画監督
- 怪物くん デーモンの剣（1982年） - キャラクターデザイン・作画監督
- ドラえもん のび太の海底鬼岩城（1983年） - レイアウト
- 山T老夫子（1983年） - 監督
- ドラえもん のび太の魔界大冒険（1984年） - レイアウト
- ドラえもん のび太の宇宙小戦争（1985年） - レイアウト
- ドラえもん のび太と鉄人兵団（1986年） - レイアウト
- ドラえもん のび太と竜の騎士（1987年） - レイアウト
- ドラえもん のび太のパラレル西遊記（1988年） - レイアウト
- ドラえもん のび太の日本誕生（1989年） - 原画
- ガンバとカワウソの冒険（1991年） - 原画
- ドラえもん のび太のドラビアンナイト（1991年） - 原画
- それいけ!アンパンマン とべ!とべ!ちびごん （1991年） - 原画
- ドラえもん のび太と雲の王国（1992年） - 原画
- フイチンさん（2004年） - 作画監督・企画
- かっぱのすりばち（2012年） - 絵コンテ・演出
- 風のように（2016年） - 監督・絵コンテ・企画・演出

### 自主公開作品
- おかあさんのやさしい手 （1992年） - 作画監督
- 鉄腕アトムの交通安全 （1994年）
- フイチンさん （2003年） - 作画監督
- キャラ丸くんとドク丸くん （2004年～） - 原作
- 老夫子 （2011年） - 作画監督
- かっぱのすりばち （2012年） - 演出・作画監督
- さくらとサクリン （2015年） - 演出・作画監督
- したのや遺跡縄文物語 （2015年） - 演出・作画監督
- くるくるクルミちゃん （2015年） - 演出・作画監督
- 風のように （2016年） - 監督
- KABUTO武士 （2017年～） - 原作
- アルプス飴のCM （2018年） - 作画
- 平家物語絵巻 （2021年） - 監督
- さかさま人間学 （2021年） - 作画
- 未来へ～「アニメを作ろう」プロジェクト～ （制作協力）
- キャンドル秘話 - 作画
- びじょとよっぱらい - 制作協力
- 車くん とうもろこしをたべないで - 原作
- 小さなジャムとゴブリンのオップ （2024年） - 監督・演出[4]

### その他
- BSアニメ夜話 2007年9月　第9弾『ど根性ガエル』の回に本多本人が芝山努とゲストで出演

2009年4月13日　NHKいっとろっけん「東京いま人」に出演

### 参考資料
まんだらけ64号（発行：まんだらけ出版部）
映画アニメドラえもん　コロコロデラックス別冊（1980年4月、発行：小学館）
アニメーション狂専誌FILM24別冊未来少年コナン（1979年12月、発行：アニドウ）